# Galería de Nairobi
La Galería de Nairobi (en inglés: Nairobi Gallery; en suajili: Nyumba ya sanaa ya Nairobi) es una galería de arte situada en Nairobi, capital de Kenia. La galería está dedicada a mostrar el arte africano. La galería es considerada como monumento nacional por parte del gobierno keniano.

## Historia
El edificio fue diseñado por C. Rand Ovary, cuya construcción se terminó en 1913 para el Ministerio de Asuntos Nativos, durante la época colonial, sirvió como oficina gubernamental que tendría la función de brindar estadísticas sobre matrimonios, nacimientos y defunciones. A partir de 1963, el edificio se utilizó como oficina del Comisario Provisional hasta 1984. Posteriormente, el edificio se utilizó como sucursal de Kanu de Nairobi hasta 1997. En 1995, el edificio fue declarado monumento nacional. En 1997, la propiedad del edificio pasó a la corporación Museos Nacionales de Kenia. En 1999, la corporación estatal comenzó el proceso de renovación del edificio. En 2005, las obras de renovación finalizaron y la galería abrió por primera vez. Durante 2019, la corporación Museos Nacionales de Kenia colaboró con Google para digitalizar las exposiciones de la galería de Nairobi a la plataforma Google Arts & Culture, además, se añadió un recorrido virtual usando una versión adaptada de Google Street View a las salas de la galería.

## Colecciones

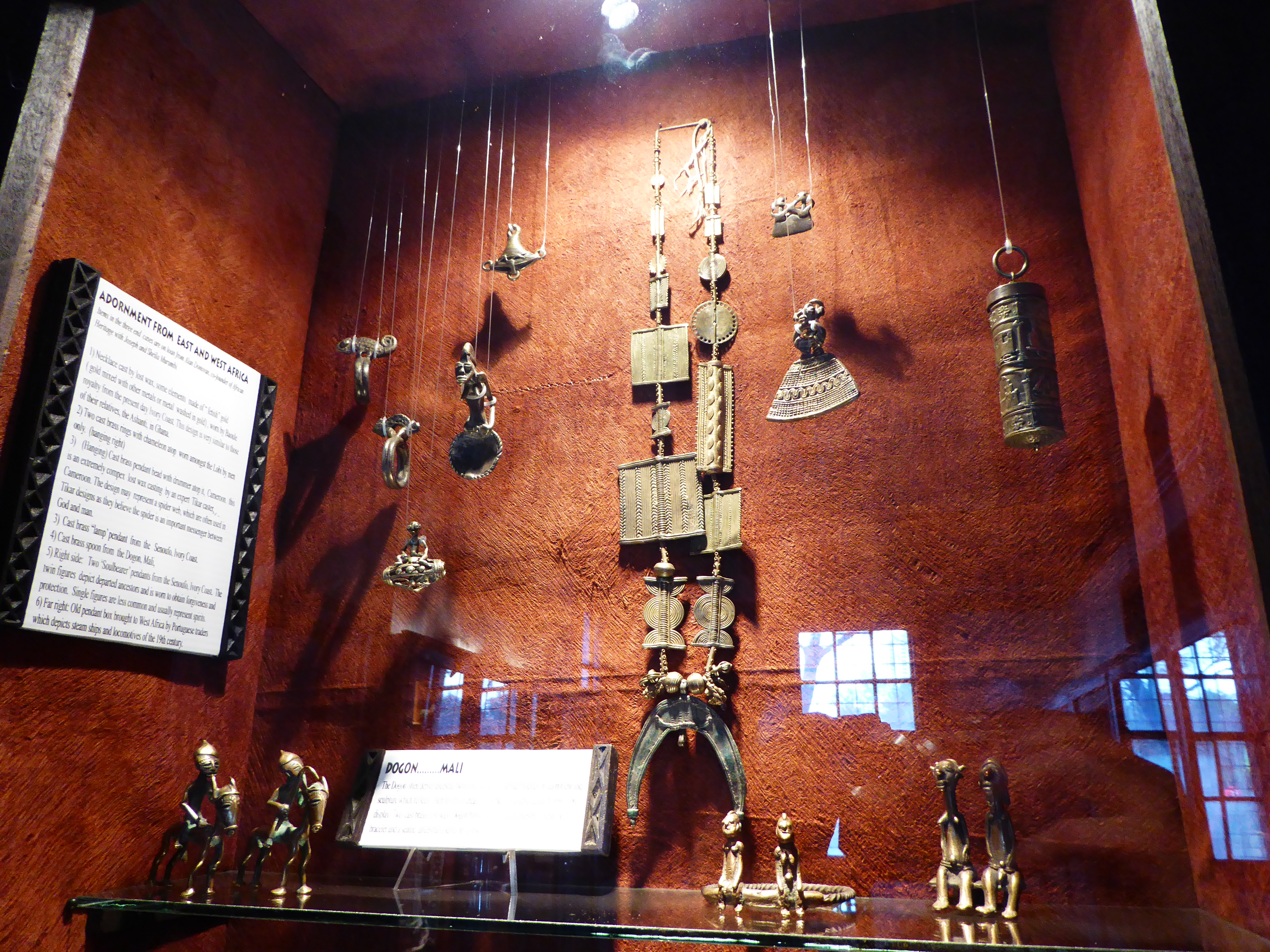
Adornos provenientes de África Oriental y Occidental

La galería cuenta con una colección de sellos panafricanos de diferentes países del continente, así como una colección de fotos de Joseph Murumbi.   En la "Sala de Joseph y Sheila Murumbi" hay varios muebles, como un sofá de Lamu, un armario de Zanzíbar y carteles sobre el patrimonio africano. La galería también contiene joyas africanas. Parte de las joyas pertenecen a la cultura turkana. La galería también contiene taburetes africanos, armas tradicionales, recipientes utilizados por las distintas comunidades kenianas para guardar cosas o cocinar. La galería también contiene cestas y tallados de madera nubios. La galería contiene esculturas y pinturas de artistas de diferentes partes de África, como Nigeria, con obras de Bruce Onokbrakpeya, Joseph Olabode y Asiru Olatunde Osogbo. La galería también contiene prendas tradicionales como los Egúngúnes. La galería contiene tejidos tradicionales, como una colección de kangas. En 2015, la galería expuso obras del artista keniano Peterson Kamwathi. En 2018, la galería organizó una exposición con obras de nueve mujeres artistas de África Oriental, que incluía obras de Margaret Trowell, Rosemary Karuga, Magdalene Odundo, Theresa Musoke, Robin Anderson, Yony Wait-e, Joy Adamson, Geraldine Robarts y Nani Croze. En 2019, la galería expuso las pinturas de Tinga Tinga, originarias de Tanzania. También en 2019, la galería presentó una exposición con artistas de Tanzania que incluía obras de los artistas Robina Ntila y Muzu Suleiman.